# Rónán Dunne
Rónán Dunne (* 1. März 2002 in Ballyorney, County Wicklow) ist ein irischer Mountainbiker, der sich auf die Disziplin MTB Downhill spezialisiert hat.

## Sportlicher Werdegang
Mit dem Downhill begann Dunne als Teenager, bis zu den Junioren war er vorrangig in seiner Heimat aktiv. 2021 begann er als Privatfahrer regelmäßig am Weltcup teilzunehmen. 2022 erzielte er in Snowshoe einen vierten Platz im Weltcup, ein Jahr später wurde er erneut in Snowshoe beim historischen Doppelerfolg für Irland Zweiter hinter seinem Landsmann Oisin O’Callaghan. Zudem wurde er 2022 irischer Meister im Downhill. 
Nach seinen Ergebnissen wurde Dunne zur Saison 2024 Mitglied im Mondraker Factory Racing Team. Beim zweiten Saison-Rennen im polnischen Bielsko-Biała erzielte er den ersten Weltcup-Sieg seiner Karriere. Neben dem Weltcup gewann er 2024 beide Rennen der Red Bull Hardline.

## Erfolge
2022
- Irischer Meister – Downhill
- ein Weltcup-Erfolg – Downhill
- Red Bull Hardline Australia
- Red Bull Hardline Wales